# Tatjana Hüfner
Tatjana Hüfner (Neuruppin, 30 aprile 1983) è un'ex slittinista tedesca, campionessa olimpica a Vancouver 2010, argento a Soči 2014 e bronzo a Torino 2006 nonché vincitrice di cinque titoli mondiali (record) e altrettante Coppe del Mondo nell'individuale femminile. Ha altresì conquistato 38 vittorie di tappa nel singolo, che la pongono al secondo posto di sempre dietro alla connazionale Natalie Geisenberger.

## Biografia
Ha iniziato a gareggiare per la nazionale tedesca nelle varie categorie giovanili nella specialità del singolo, ottenendo un secondo posto nella classifica finale della Coppa del Mondo juniores nel singolo nell'edizione 2001/02. Ha inoltre conquistato quattro medaglie ai campionati mondiali juniores, tra le quali due d'oro nelle gare a squadre ad Altenberg 2000 e ad Igls 2002.

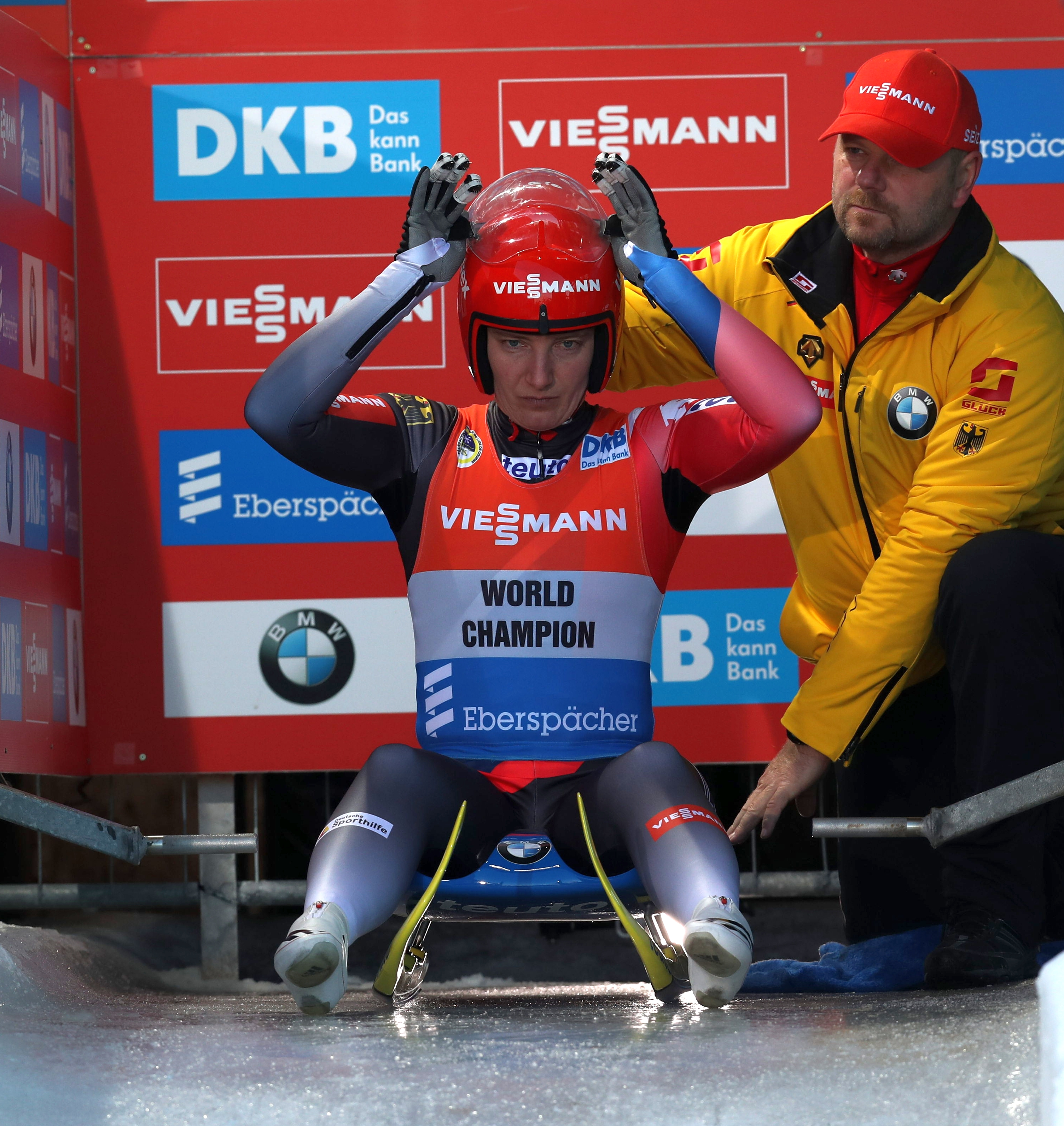
La Hüfner in gara ad Altenberg nel 2017

A livello assoluto ha esordito in Coppa del Mondo nella stagione 2003/04, ha conquistato il primo podio il 25 gennaio 2004 nel singolo ad Igls (2ª) e la prima vittoria il 27 novembre 2005 nel singolo ad Altenberg. Ha trionfato in classifica generale nella specialità del singolo per cinque stagioni consecutive: nel 2007/08, nel 2008/09, nel 2009/10, nel 2010/11 e nel 2011/12.
L'8 dicembre 2017 ottenne la sua 38ª vittoria nel singolo, superando così la connazionale Sylke Otto e ponendosi al secondo posto nella classifica delle atlete più vittoriose di sempre nella specialità, soltanto dietro alle 39 ottenute dall'altra tedesca Natalie Geisenberger.

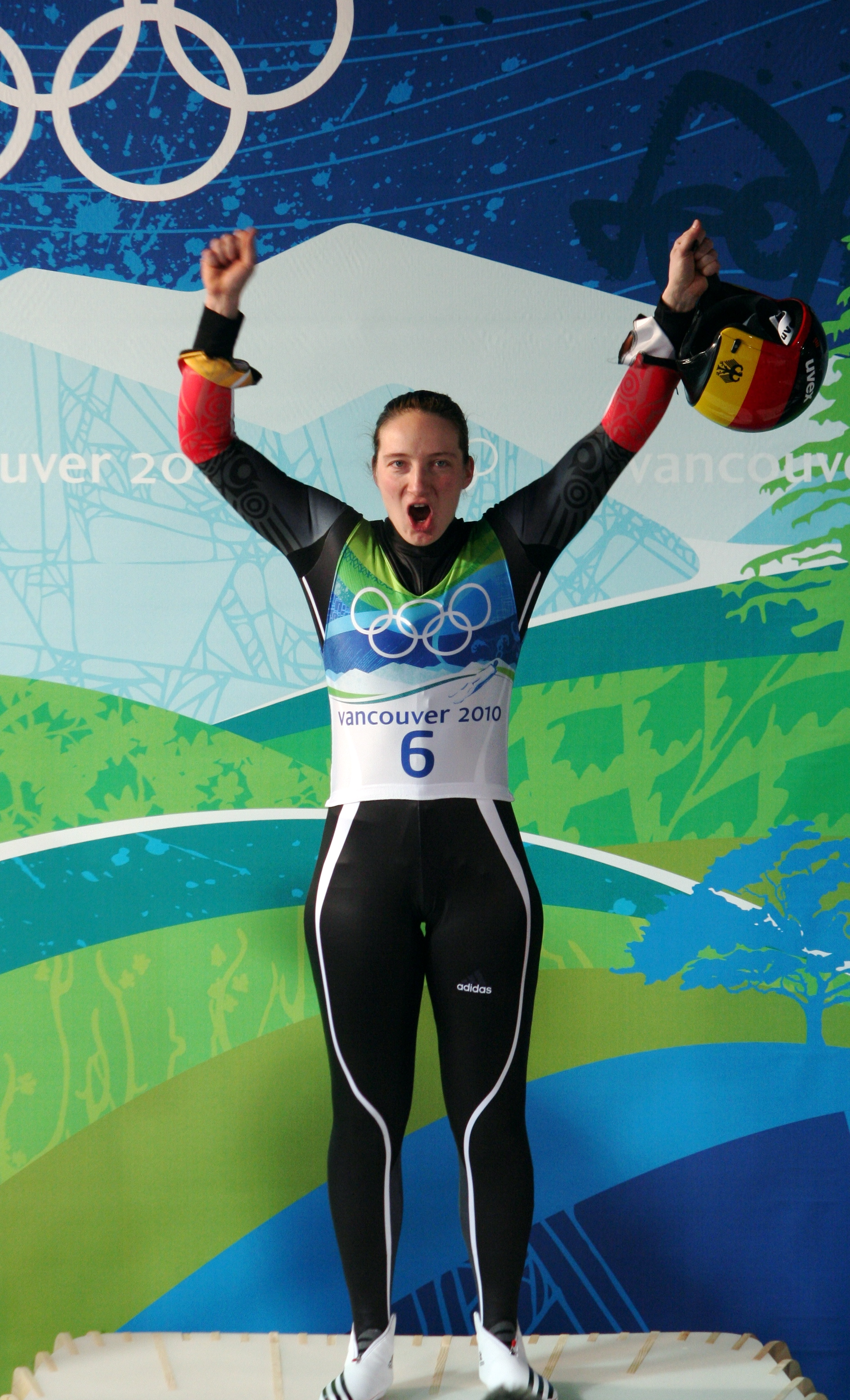
Tatjana Hüfner, medaglia d'oro nel singolo ai Giochi olimpici invernali di

Ha preso parte a quattro edizioni dei Giochi olimpici invernali, esclusivamente nella specialità del singolo: a Torino 2006 ha conquistato la medaglia di bronzo, a Vancouver 2010 ha vinto il titolo olimpico, a Soči 2014 è salita sul secondo gradino del podio e a Pyeongchang 2018 è giunta in quarta posizione.
Ai campionati mondiali ha ottenuto ben undici medaglie: cinque d'oro, una d'argento ed una di bronzo nel singolo ed altre tre d'oro nella gara a squadre. La Hüfner è l'atleta più medagliata ai mondiali nella storia dello slittino singolo femminile nonché l'unica ad aver vinto cinque titoli nell'individuale femminile con le affermazioni ottenute nel 2007, nel 2008, nel 2011, nel 2012 e nel 2017. Completa il suo palmarès iridato una medaglia di bronzo vinta nello sprint femminile.
Nelle rassegne continentali vanta due medaglie d'oro, ottenute nel singolo e nella gara a squadre ad Altenberg 2016, sei medaglie d'argento e una di bronzo.
Ha inoltre vinto quattro titoli nazionali nel singolo e uno nella gara a squadre.
Dopo essersi ritirata dall'attività agonistica, entra a far parte dello staff tecnico della Nazionale italiana di slittino nel novembre 2020.

## Palmarès

### Olimpiadi
- 3 medaglie:
  - 1 oro (singolo a Vancouver 2010);
  - 1 argento (singolo a Soči 2014);
  - 1 bronzo (singolo a Torino 2006).

### Mondiali
- 11 medaglie:
  - 8 ori (singolo a Igls 2007; singolo, gara a squadre a Oberhof 2008; singolo a Cesana Torinese 2011; singolo, gara a squadre ad Altenberg 2012; singolo, gara a squadre a Igls 2017);
  - 1 argento (singolo a Whistler 2013);
  - 2 bronzi (singolo a Sigulda 2015; singolo sprint a Igls 2017).

### Europei
- 9 medaglie:
  - 2 ori (singolo, gara a squadre ad Altenberg 2016);
  - 6 argenti (singolo a Oberhof 2004; singolo a Winterberg 2006; singolo, gara a squadre a Paramonovo 2012; singolo a Oberhof 2013; singolo a Oberhof 2019);
  - 1 bronzo (singolo a Schönau am Königssee 2017).

### Mondiali juniores
- 4 medaglie:
  - 2 ori (gara a squadre ad Altenberg 2000; gara a squadre a Igls 2002);
  - 1 argento (singolo a Schönau am Königssee 2003);
  - 1 bronzo (singolo a Igls 2002).

### Coppa del Mondo
- Vincitrice della Coppa del Mondo nella specialità del singolo nel 2007/08, nel 2008/09, nel 2009/10, nel 2010/11 e nel 2011/12.
- 103 podi (80 nel singolo, 4 nel singolo sprint e 19 nelle gare a squadre):
  - 53 vittorie (38 nel singolo e 15 nelle gare a squadre);
  - 37 secondi posti (33 nel singolo, 1 nel singolo sprint e 3 nelle gare a squadre);
  - 13 terzi posti (9 nel singolo, 3 nel singolo sprint e 1 nella gara a squadre).

#### Coppa del Mondo - vittorie
| Data             | Luogo                | Paese       | Disciplina                                                           |
| ---------------- | -------------------- | ----------- | -------------------------------------------------------------------- |
| 27 novembre 2005 | Altenberg            | Germania    | Singolo                                                              |
| 9 dicembre 2006  | Calgary              | Canada      | Singolo                                                              |
| 11 febbraio 2007 | Winterberg           | Germania    | Singolo                                                              |
| 25 novembre 2007 | Calgary              | Canada      | Singolo                                                              |
| 9 dicembre 2007  | Winterberg           | Germania    | Singolo                                                              |
| 16 dicembre 2007 | Igls                 | Austria     | Singolo                                                              |
| 6 gennaio 2008   | Schönau am Königssee | Germania    | Singolo                                                              |
| 3 febbraio 2008  | Altenberg            | Germania    | Singolo                                                              |
| 15 febbraio 2008 | Sigulda              | Lettonia    | Singolo                                                              |
| 17 febbraio 2008 | Sigulda              | Lettonia    | Singolo                                                              |
| 17 febbraio 2008 | Sigulda              | Lettonia    | Gara a squadre con André Florschütz, Torsten Wustlich e David Möller |
| 30 novembre 2008 | Igls                 | Austria     | Singolo                                                              |
| 7 dicembre 2008  | Sigulda              | Lettonia    | Singolo                                                              |
| 14 dicembre 2008 | Winterberg           | Germania    | Gara a squadre con David Möller, Patric Leitner e Alexander Resch    |
| 4 gennaio 2009   | Schönau am Königssee | Germania    | Singolo                                                              |
| 4 gennaio 2009   | Schönau am Königssee | Germania    | Gara a squadre con David Möller, Patric Leitner e Alexander Resch    |
| 11 gennaio 2009  | Cesana Torinese      | Italia      | Singolo                                                              |
| 18 gennaio 2009  | Oberhof              | Germania    | Singolo                                                              |
| 15 febbraio 2009 | Calgary              | Canada      | Singolo                                                              |
| 21 novembre 2009 | Calgary              | Canada      | Singolo                                                              |
| 6 dicembre 2009  | Altenberg            | Germania    | Singolo                                                              |
| 6 dicembre 2009  | Altenberg            | Germania    | Gara a squadre con Felix Loch, Tobias Wendl e Tobias Arlt            |
| 13 dicembre 2009 | Lillehammer          | Norvegia    | Singolo                                                              |
| 2 gennaio 2010   | Schönau am Königssee | Germania    | Singolo                                                              |
| 3 gennaio 2010   | Schönau am Königssee | Germania    | Gara a squadre con Felix Loch, Tobias Wendl e Tobias Arlt            |
| 10 gennaio 2010  | Winterberg           | Germania    | Gara a squadre con Johannes Ludwig, Tobias Wendl e Tobias Arlt       |
| 16 gennaio 2010  | Oberhof              | Germania    | Singolo                                                              |
| 17 gennaio 2010  | Oberhof              | Germania    | Gara a squadre con David Möller, Patric Leitner e Alexander Resch    |
| 27 novembre 2010 | Igls                 | Austria     | Singolo                                                              |
| 28 novembre 2010 | Igls                 | Austria     | Gara a squadre con Andi Langenhan, Tobias Wendl e Tobias Arlt        |
| 5 dicembre 2010  | Winterberg           | Germania    | Singolo                                                              |
| 5 dicembre 2010  | Winterberg           | Germania    | Gara a squadre con David Möller, Tobias Wendl e Tobias Arlt          |
| 10 dicembre 2010 | Calgary              | Canada      | Singolo                                                              |
| 17 dicembre 2010 | Park City            | Stati Uniti | Singolo                                                              |
| 16 gennaio 2011  | Oberhof              | Germania    | Singolo                                                              |
| 16 gennaio 2011  | Oberhof              | Germania    | Gara a squadre con Felix Loch, Tobias Wendl e Tobias Arlt            |
| 22 gennaio 2011  | Altenberg            | Germania    | Singolo                                                              |
| 23 gennaio 2011  | Altenberg            | Germania    | Gara a squadre con Felix Loch, Tobias Wendl e Tobias Arlt            |
| 20 febbraio 2011 | Sigulda              | Lettonia    | Singolo                                                              |
| 26 novembre 2011 | Igls                 | Austria     | Singolo                                                              |
| 5 gennaio 2012   | Schönau am Königssee | Germania    | Singolo                                                              |
| 28 gennaio 2012  | Sankt Moritz         | Svizzera    | Singolo                                                              |
| 23 febbraio 2013 | Soči                 | Russia      | Singolo                                                              |
| 24 febbraio 2013 | Soči                 | Russia      | Gara a squadre con Andi Langenhan, Tobias Wendl e Tobias Arlt        |
| 11 gennaio 2014  | Oberhof              | Germania    | Singolo                                                              |
| 10 gennaio 2016  | Sigulda              | Lettonia    | Gara a squadre con Felix Loch, Tobias Wendl e Tobias Arlt            |
| 16 gennaio 2016  | Oberhof              | Germania    | Singolo                                                              |
| 14 febbraio 2016 | Altenberg            | Germania    | Singolo                                                              |
| 14 febbraio 2016 | Altenberg            | Germania    | Gara a squadre con Felix Loch, Toni Eggert e Sascha Benecken         |
| 20 febbraio 2016 | Winterberg           | Germania    | Singolo                                                              |
| 3 dicembre 2016  | Lake Placid          | Stati Uniti | Singolo                                                              |
| 9 dicembre 2017  | Calgary              | Canada      | Singolo                                                              |
| 9 dicembre 2017  | Calgary              | Canada      | Gara a squadre con Felix Loch, Toni Eggert e Sascha Benecken         |

### Coppa del Mondo juniores
- Miglior piazzamento in classifica generale nel singolo: 2ª nel 2001/02.

### Campionati tedeschi
- 15 medaglie:
  - 5 ori (singolo a Schönau am Königssee 2009; singolo ad Altenberg 2012; singolo, gara a squadre[2] a Winterberg 2014; singolo ad Oberhof 2015);
  - 7 argenti (singolo ad Oberhof 2004; singolo ad Altenberg 2007; singolo a Schönau am Königssee 2009; singolo ad Oberhof 2011; gara a squadre ad Altenberg 2012; gara a squadre ad Schönau am Königssee 2016; singolo a Winterberg 2019);
  - 3 bronzi (singolo ad Oberhof 2008; singolo a Winterberg 2010; gara a squadre ad Altenberg 2018).